# Отказ Джо Байдена от участия в выборах президента США 2024 года

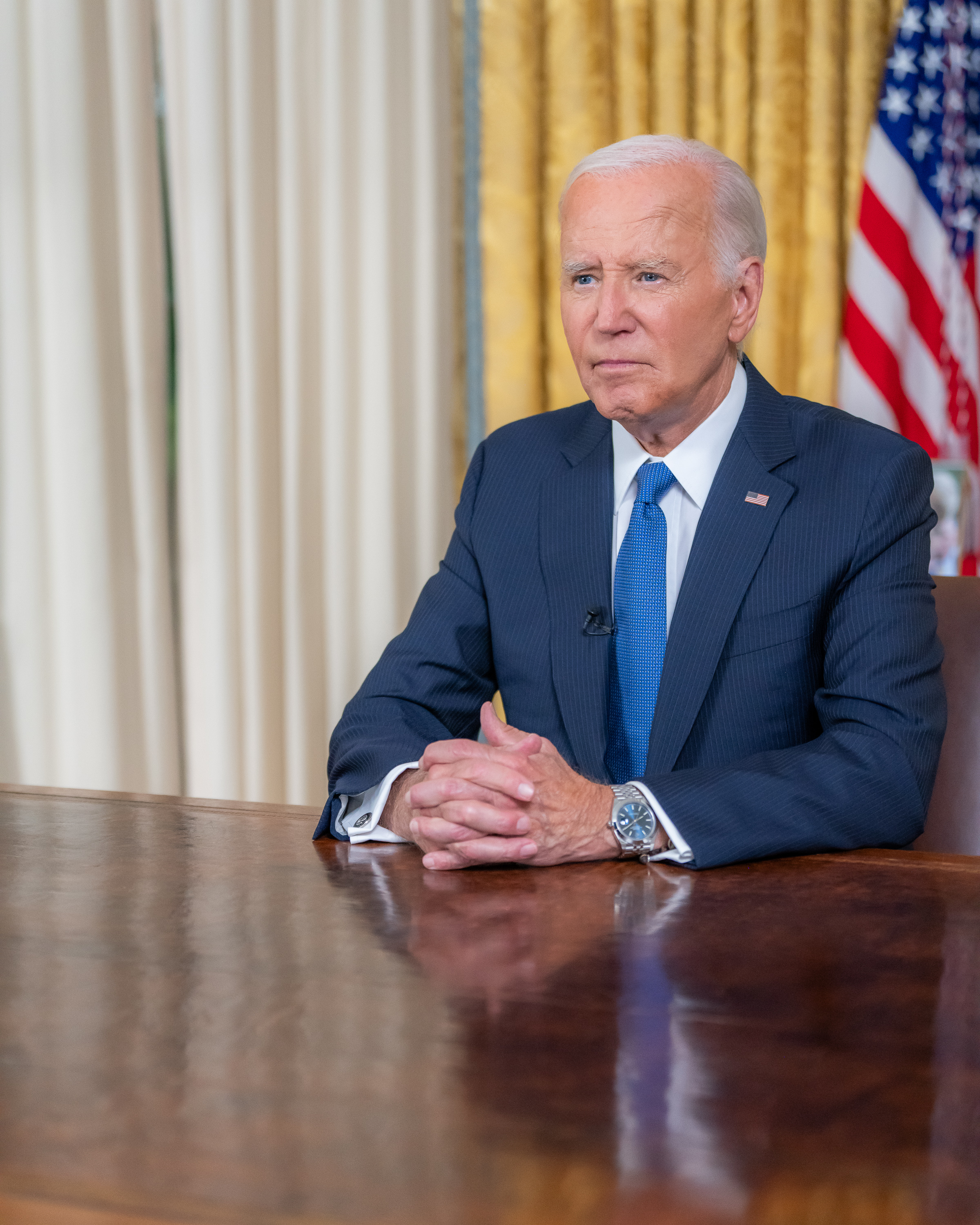
Байден говорит о своём решении отказаться от кандидатуры в телевизионном обращении, 24 июля 2024 года

21 июля 2024 года действующий президент США от Демократической партии Джо Байден объявил о своём отказе от участия в выборах президента США 2024 года в заявлении в социальных сетях. Он поддержал вице-президента Камалу Харрис как свою преемницу в качестве кандидата от партии на выборах.
25 апреля 2023 года Байден объявил о своём намерении баллотироваться на второй срок на выборах 2024 года, вновь с Камалой Харрис в качестве вице-президента. Однако в ходе его президентства возникли опасения по поводу состояния здоровья Байдена, в первую очередь из-за его возраста и способности выполнять обязанности на второй срок. Эти опасения усилились в июне 2024 года после дебатов между Байденом и кандидатом от Республиканской партии Дональдом Трампом. Выступление Байдена было широко раскритиковано, комментаторы отмечали, что он часто терял ход мыслей и давал сбивчивые ответы, выглядел неуверенно, говорил хриплым голосом и неоднократно не мог вспомнить статистические данные или связно выразить своё мнение. После этого Байден столкнулся с призывами выйти из гонки от своих коллег-демократов, а также от редакционных коллегий нескольких крупных новостных изданий, таких как The New York Times. К 19 июля более 30 высокопоставленных демократов призвали его отказаться от участия в выборах.
Несмотря на многочисленные призывы к нему отказаться от участия, Байден неоднократно настаивал на том, что останется кандидатом. 21 июля в его аккаунте «X» (бывший Твиттер) был опубликован твит с подписанным письмом об отказе от кандидатуры, в котором он написал, что это произошло «в интересах его партии и страны», при этом заявив, что продолжит исполнять обязанности президента до окончания своего срока. Байден стал первым действующим президентом с 1968 года, со времён Линдона Джонсона, отказавшимся от участия в гонке, первым со времён XIX века, отказавшимся после одного срока, и первым в истории, отказавшимся после победы на праймериз.

## Снятие кандидатуры
21 июля в аккаунте Байдена в «X» было опубликован твит с письмом, в котором он объявил о своём отказе от кандидатуры. В письме он написал:
Хотя моё намерение заключалось в том, чтобы баллотироваться на второй срок, я считаю, что в интересах моей партии и страны отказаться от участия и сосредоточиться исключительно на выполнении обязанностей президента в оставшийся срок моего правления
Позже в тот же день в том же аккаунте был размещён пост, в котором Байден поддержал вице-президента Камалу Харрис, занимающую этот пост с 2021 года, в качестве своей преемницы на президентских выборах.
24 июля 2024 года, в своём первом выступлении после отказа от участия в президентской гонке, президент Байден объяснил своё решение. Выступая из Овального кабинета, он заявил, что его причиной стала «защита демократии». Обращаясь к президентским кампаниям, он отметил: «Америке предстоит выбрать между движением вперёд или назад, между надеждой и ненавистью, между единством и разделением».